# Conill amb xocolata
El conill amb xocolata o conill a la xocolata, també anomenat conill a l'empordanesa, és un estofat típic català elaborat principalment amb conill, vi i xocolata.
Per a fer aquest plat es prepara una picada al morter i s'hi inclouen diverses fines herbes, all, pa fregit, safrà, ametlles i el fetge de l'animal. La xocolata tradicionalment emprada és la de rajola. A part de vi blanc, se'n pot usar de ranci, una mena de vi fortificat similar al Porto.